# HD 114613
HD 114613 – gwiazda w gwiazdozbiorze Centaura, należąca do typu widmowego G. Znajduje się około 67 lat świetlnych od Ziemi. Okrąża ją co najmniej jedna planeta.

## Układ planetarny
Wokół tej gwiazdy krąży planeta, gazowy olbrzym o masie około połowę mniejszej niż masa Jowisza, odkryta w 2014 roku. Jej orbita ma półoś wielką podobną do orbity Jowisza.